# A-12攻擊機
A-12伯勞鳥式攻擊機是美國寇蒂斯-萊特在1933年為了取代舊式的A-3和英製DH-4這兩種雙翼機而研製的，此型機在抗戰前也為中華民國空軍採用，當時把Shrike音譯為“許來克”，中國飛行員簡稱其為“許機”。

## 基本資料
- 機長：9.83米
- 翼展：13.41米
- 機高：2.84米
- 翼面積：26.38平方米
- 空重：1,768公斤
- 最大起飛重量：2,611公斤
- 最快時速：285公里/小時
- 航程：838公里
- 昇限：4,620米

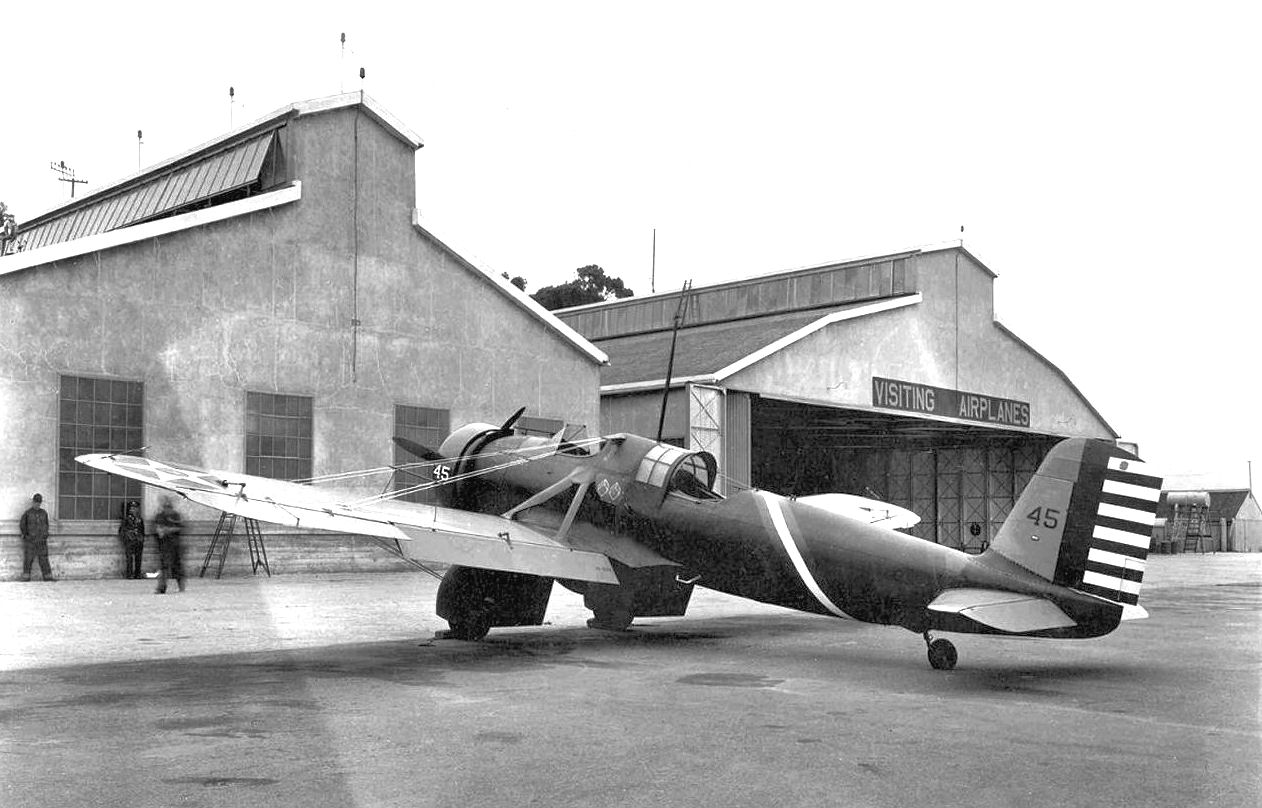
美國陸軍航空隊的A-12

- 發動機：一俱萊特旋風式R-1820風冷式發動機（690匹馬力）
- 武裝：4支7.62毫米口徑M1919機槍+1支同型後方防衛機槍+4個55公斤炸彈

## 設計
A-12的機身被分成兩部份，翼根樑柱和發動機架為鋼管焊接而成為一體，翼根下方為固定式起落架，兩機輪之間為人字形可調校式連桿連接，左右翼之上也各有人字形可調校式連桿連接到機身以增加結構強度，後段機身為鋁合金製骨架外加簿鋁蒙皮，機翼為下單翼，機翼前緣裝有滑動式自動開縫翼，翼後部份為襟翼，總的來說，A-12以1930年代來說是先進的設計，但其機身和機翼之間仍如同一戰時的雙翼機一樣有張線

## 實戰
A-12在抗戰爆發時裝中國空軍第9大隊，初期用於支援華北戰場但不久中日兩軍在上海進行淞滬會戰，第9大隊的A-12進駐浙江曹娥，8月15日正當上彈準備出擊之際，日軍13架九四式俯衝轟炸機突然來襲，結果變成俯衝轟炸機對俯衝轟炸機的空戰，在空戰中日機被擊落4架而國軍的A-12被擊落1架，中國空軍小勝，而在地面上被炸毀4架，另一架在起飛時失事損毀，空襲後國軍完好的A-12原要飛去長興機場，但一架A-12又在起飛時墜毀，其餘在途中又遇上9架敵機而又有一架被擊落，經此一役，國軍的A-12死傷慘重而唯有撤退去河南許昌。
8月25日，國軍的A-12原要用炸彈攻擊沿長江登陸的日軍運兵船，但由於炸彈未能及時運到，唯有祇用機槍掃射日軍但戰果甚差，反而有兩架被日艦的防空炮火擊落，其餘多架受傷。
9月開始，國軍的A-12支援華北戰場，11月炸毀漳州鐵橋以解安陽之危，之後轉戰南京，之後由於A-12使用頻繁而損傷太多，故退出戰線改為飛行訓練用機，1938年8月21日，3架第12中隊的A-12在武漢上空作飛行訓練突然遇上日機來襲而慘被擊落。

## 使用國家
- 中華民國
- 美国

## 外部連結
- 我國第一種對地攻擊機美制寇蒂斯許來克A-12機（页面存档备份，存于）